# Gornosełci
Gornosełci (bułg. Горноселци) – wieś w południowej Bułgarii, w obwodzie Chaskowo, gminie Iwajłowgrad. Według danych Narodowego Instytutu Statystycznego, 31 grudnia 2011 roku wieś liczyła 13 mieszkańców.

## Zabytki
Do zabytków zalicza się cerkiew położoną blisko wodospadu Skoka.